# Корякское нагорье
Коря́кское наго́рье (Коря́кский хребет) — нагорье на Дальнем Востоке России, расположенное на территории Чукотского автономного округа и Камчатского края.

## Географическое положение
С юго-востока Корякская горная страна омывается Беринговым морем, где имеется незначительный шельф; недалеко от берега глубины достигают 3000 м и более. Севернее мыса Наварин к Корякии примыкает обширный шельф, глубина моря здесь не превышает 30-40 м. На юго-западе район омывается водами мелководного Пенжинского залива Охотского моря, на северо-востоке — также мелководным Анадырским заливом. На северо-западе Корякское нагорье ограничивает Пенжинско-Анадырская депрессия, на севере — река Анадырь.

## Рельеф
Корякская горная страна состоит из коротких хребтов, гряд и кряжей средней высоты. Основная горная система ориентирована преимущественно с северо-востока на юго-запад и простирается на 880—1200 км при ширине от 80 до 270 км с общей площадью свыше 500 000 км². Высота колеблется от 600 до 1800 м (высшая точка в центральной части 2453 м — гора Ледяная).
Осевая часть Корякского хребта имеет типичный альпинотипный рельеф, вершины — довольно острые с выходами скал и развитием осыпей. Горные склоны, в большинстве своём, — крутые (30—70°) и вогнутые, что показывает преобладание обвально-осыпных процессов.
Основные хребты: Ветвейский (высота до 1443 м); Пахачинский (до 1715 м); Пылгинский (до 1355 м), вдающийся в море полуостровом Говена; Олюторский (до 1558 м), образующий Олюторский полуостров и продолжающийся в Беринговом море подводным хребтом Ширшова; Непроходимый (до 1450 м); Укэлаят; Койвэрланский (до 1062 м); Южно-Майнский (до 1265 м), упирающийся в Майнское плоскогорье (плато Парханой). Административной границей между Чукотским АО и Камчатским краем служит хребет Расчленённый.

## Ледники
По состоянию на 2001 год, в Корякской горной стране зафиксирован 1451 ледник общей площадью 303,5 км². Большинство ориентированы на север, северо-восток и северо-запад. Самые крупные: ледник Снеговой (длина — 2,9 км, площадь — 4,8 км²) на Снеговом хребте и ледник Сложный (4,1 км, 4,4 км²). Около половины ледников имеют площадь менее 0,1 км², бо́льшая часть которых — каровые. Имеется сильная тенденция к их таянию. Все ледники Корякского нагорья дают сток в реки, впадающие в Берингово море.

## Гидросеть
В горах Корякии берут начало крупнейшие реки региона Майн, Великая, Вывенка, Ачайваям, Апука, Пахача. Среди других рек: Варэнокваам, Белая, Энычаваям, Найвалваям, Оклан, Хатырка, Большой Кинмаваям, Вироваям, Талалаевка, Олютоваям, Евъваям, Ягытываям, Айин, Ватына, Малювеем. 
В верховьях всех горных рек образуются большое количество наледей, длина которых иногда превышает 1-2 км (чаще — до 600 м), при этом все они расположены на участках, находящимся ниже притоков. Образование наледей вызывает деформацию речного русла — в результате оно разбивается на несколько водотоков, блуждающих по наледному полю. По его краю нередко происходит разрушение нижней части склонов.

## Климат
Климат в районе нагорья — приокеанический холодный. Лето — прохладное, с затяжными дождями и туманами; возможны снегопады. Зимой отмечаются сильные ветры при относительно небольших морозах. Годовое количество осадков: на юго-восточном склоне — свыше 700 мм, на северо-западном — 400 мм.
Снег не тает в течение года на высотах свыше 1400 м на северных склонах и 1980 м — на южных. Ущелья северной и северо-западной части заполнены плотным снегом вплоть до августа.
Повсеместно распространена вечная мерзлота. Мощность многолетнемерзлых пород достигает 100—300 м и более на участках со сдуваемым снежным покровом. В поймах крупных рек и под большими озёрами иногда встречаются сквозные талики.

## Полезные ископаемые
В корякских горах открыты месторождения коренного (Аметистовое) и россыпного золота, каменного и бурого угля (Беринговское и Корфское), серы; найдены рудопроявления, серебра, олова, ртути, меди, полиметаллов, молибдена, связанных с меловыми, палеогеновыми и неогеновыми гранитоидами и неогеновыми эффузивными и субвулканическими породами. Также обнаружены проявления нефтегазоносности.

## Флора
Наибольшое распространение получили горные тундры и горные пустыни, в долинах преобладает травянисто-кустарничковая тундра. На северных склонах нагорья до высоты 200 м и на южных до 400 м распространён кедровый стланик. Вдоль водотока рек иногда встречаются пойменные леса с тополем, чозенией и кустарниками.